# 細代
細代（ほそしろ）は、茨城県つくばみらい市にある地名。郵便番号は300-2446。
　

## 地理
つくばみらい市の西部に位置する、鬼怒川沿いの緑の色濃い地域である。地域内を国道294号（谷和原学園通り）が通る。
当地域はかつて相馬郡寺畑村の一部であったが、寛文朱印留に細代村の表記が見られ、1664年（寛文4年）には細代村として独立した村を形成していたことが窺える。
東は寺畑、常総市水海道川又町、西は鬼怒川を挟んで常総市坂手町、南は寺畑（飛地）、小絹、北は常総市水海道高野町と接している。

## 沿革
- 1664年（寛文4年）以前 下総国相馬郡寺畑村より独立し、下総国相馬郡細代村となる。
- 1869年（明治2年） 葛飾県相馬郡細代村となる。
- 1871年（明治4年） 廃藩置県により印旛県相馬郡細代村となる。
- 1873年（明治6年） 県の統合により千葉県相馬郡細代村となる。
- 1875年（明治8年） 境界変更により千葉県から茨城県に移管。茨城県相馬郡細代村となる。
- 1878年（明治11年） 相馬郡が、南相馬郡と北相馬郡に分離し、北相馬郡細代村となる。
- 1889年（明治22年） 北相馬郡新宿村、筒戸村、寺畑村、杉下村、平沼村と合併し、北相馬郡小絹村大字細代となる。
- 1955年（昭和30年）3月1日 筑波郡谷原村・十和村・福岡村と合併し、筑波郡谷和原村大字細代となる。
- 2006年（平成18年）3月27日 筑波郡伊奈町と合併・市制施行し、つくばみらい市細代となる。

## 地名の変遷
| 実施後     | 実施年月日 | 実施前（各地名ともその一部） |
| ---------- | ---------- | ---------------------------- |
| 細代（村） | 1664年以前 | 寺畑（村）                   |

## 世帯数と人口
2017年（平成29年）8月1日現在の世帯数と人口は以下の通りである。
| 大字 | 世帯数 | 人口  |
| ---- | ------ | ----- |
| 細代 | 98世帯 | 275人 |

## 小・中学校の学区
市立小・中学校に通う場合、学区は以下の通りとなる。
| 番地 | 小学校                     | 中学校                     |
| ---- | -------------------------- | -------------------------- |
| 全域 | つくばみらい市立小絹小学校 | つくばみらい市立小絹中学校 |